# Еке ван Нес
Еке ван Нес (нід. Eeke van Nes, 17 квітня 1969) — нідерландська академічна веслувальниця.
Срібна призерка Олімпійських Ігор 2000 (парні двійки), 2000 (вісімки) років, бронзова призерка 1996 року в складі парної двійки.
Срібна призерка Чемпіонату світу 1995, 1998 років у складі парної двійки, бронзова призерка 1995 (парні четвірки), 1999 (парні двійки) років.